# Powder, Copper, Coal y Otto
Powder, Copper y Coal son las mascotas oficiales de los Juegos Olímpicos de Salt Lake City 2002, que se celebraron en Salt Lake City en febrero de 2002.

## Características
Powder es un competidor elegante con un toque de diversión. Rápido y elusivo, Powder puede esquiar y patinar círculos alrededor de su competencia. Sus pies grandes y peludas hacerla especialmente ágil en la nieve y el hielo, mientras que su cuerpo delgado y flexible se construye para la resistencia y la velocidad. Ella es sorprendentemente fuerte y con ganas de saltar y girar dando vueltas mientras sus oídos por encima de su cabeza. Cuando Powder vuela de verdad, sus orejas largas y elegantes flujo hacia fuera como cintas de detrás de sus bigotes. Hagan lo que fuere, las otras mascotas simplemente no puede seguir su amiguito rápida. Powder es alegre y se deleita en el espíritu de la competencia. Cuando ella termina segundo, es el primero en felicitar al campeón, y cuando ella mira a sus amigos compiten, sus orejas animar y ella golpea sus pies para mostrar su apoyo. Powder es un apasionado de la música y la ceremonia de los Juegos. Para mostrar su apoyo a una actuación, que va a saltar hacia el cielo, sonriendo con una expresión de alegría. Lo que se pone en la piel es cuando la gente es insolidario: Su caída orejas y patea para arriba nieve con los pies grandes. Normalmente, sin embargo, esto travesuras mascota olímpica alrededor de sus amigos con una gran sonrisa y los brazos abiertos. Coal se dedica a algo más que deporte. Es un incansable protector de sus amigos mascota más pequeños, así como el entorno en el que viven.
Copper es un atleta llamativo y juvenil que se deleita en el centro de atención. Colorido y audaz, Copper es un competidor confidente. Ya sea en el halfpipe o en el hielo, su estilo extravagante y audaz siempre complace al público. Él es muy inteligente y Deportivo ha aprendido de memoria los detalles de cada disciplina en la historia de los Juegos. Él aclama el más fuerte y llega a las cimas más altas de todas las mascotas, sino que también experimenta los más profundos niveles mínimos. Ten cuidado si es testigo de conducta antideportiva: Sus racimos cola hacia arriba y le aúlla a los cielos. Mascotas compañeros de Copper saben que su pasión es ayudar a los atletas y los Juegos de la ... aunque a veces le gusta mostrar sus propias habilidades.
Un corredor poderoso y valiente, Coal es tan apasionada por el deporte como es el medio ambiente. Coal es una fuerza tanto en las laderas y el hielo. Su marco grueso, musculoso y corto, con unas robustas patas le dan un perfecto tanto para construir el hipódromo o el óvalo de patinaje de velocidad. Seguramente no puck ha deslizado por guantes de este portero. Tenga cuidado con cualquier persona quién andas en sus laderas hermosas: rugido este oso es igual a su mordedura.
Otto le encanta comer pescado y, a veces, usa herramientas para ayudarlo a llegar a sus comidas. Otto es una nutria de río estadounidense, nacida en la zona de Green River cerca de Flaming Gorge. Es un cachorro único y vive con su mamá y su papá en las montañas de Wasatch. Otto puede jugar para todos, pero sus amigos más cercanos son los de la Mente Paralímpica, el Cuerpo, el Espíritu, los atletas Paralímpicos y sus mejores amigos son los niños. Otto puede jugar en casi todos los deportes, pero sus favoritos son esquiar (le gusta ir a practicar deportes). Sus colores favoritos son rojos, Sus colores favoritos son rojos, Sus colores favoritos son rojos, Sus colores favoritos son rojos, Sus colores favoritos son rojos, Verde y azul: los colores de la bandera paralímpica. Otto habla un lenguaje universal de paz y amor.